# Florian Meyer (Fußballspieler)
Florian Meyer (* 14. Juli 1987 in Preetz) ist ein deutscher Fußballspieler. Er spielt im linken Mittelfeld, kann aber auch links in der Abwehr spielen. Meyer spielt seit 2013 für den SC Weiche Flensburg 08.

## Leben
Florian Meyer besuchte die Realschule (Schulzentrum Hoffmann von Fallersleben) in Lütjenburg und verließ diese mit der Mittleren Reife. Anschließend absolvierte Florian Meyer eine Ausbildung zum Verwaltungsfachangestellten.

## Karriere
Florian Meyer begann mit sieben Jahren das Fußballspielen beim TSV Lütjenburg. Mit 13 Jahren wechselte Meyer für ein Jahr zum Preetzer TSV, 2001 folgte sein Wechsel in die Nachwuchsabteilung von Holstein Kiel. Florian Meyer spielte außerdem für die Kreisauswahl Plön und die Landesauswahl von Schleswig-Holstein.
In seiner Jugend spielte Florian Meyer im Sturm. Bei Holstein Kiel wurde er zunehmend auf der linken Mittelfeldseite eingesetzt und links in der Abwehr. 2005 bekam Florian Meyer einen Vertrag für die Zweite Mannschaft von Holstein Kiel, die zu dieser Zeit in der Oberliga Nord spielten. Nach dem Wiederaufstieg in die Regionalliga Nord 2008 schaffte Holstein Kiel mit dem Meisterschaftsgewinn 2009 den Durchmarsch in die 3. Profi-Liga. In der Saison 2009/10 reichte es für Meyer und seinen Verein jedoch nur zum 19. und damit vorletzten Tabellenplatz, was den Wiederabstieg in die Regionalliga bedeutete. Nach drei weiteren Jahren mit den Kieler Störchen in der Regionalliga wechselte Meyer im Sommer 2013 zum ETSV Weiche Flensburg (seit Juli 2017 SC Weiche Flensburg 08).